# A gyilkos markában
A gyilkos markában (eredeti cím: A Kind of Murder) 2016-ban bemutatott amerikai misztikus filmthriller, melyet Andy Goddard rendezett. A forgatókönyvet Susan Boyd írta, Patricia Highsmith The Blunderer című regénye alapján. A főbb szerepekben Patrick Wilson, Jessica Biel, Vincent Kartheiser, Haley Bennett és Eddie Marsan látható.
Világpremierje a Tribeca Filmfesztiválon volt 2016. április 17-én. A mozikban december 16-án mutatták be a Magnolia Pictures forgalmazásában. Magyarországon DVD-n jelent meg szinkronizálva.

## Cselekmény
Walter Stackhouse épírészként dolgozik, éjszakánként pedig hobbiból novellákat ír. Hamarosan lenyűgözi egy 1960-ban történt gyilkossági ügy, amelyben egy középkorú nőt brutálisan meggyilkoltak. Stackhouse meglátogatja a nő férjét, aki a helyi könyvesboltban dolgozik. Az író házasságában gondok adódnak és feleségét holtan találják. A rendőrség nyomozója, aki mindkét haláleset után nyomoz, a két férjre gyanakszik, és keresi a lehetséges összefüggést a két bűncselekmény között.

## Szereplők
| Szerep                               | Színész            | Magyar hang     |
| ------------------------------------ | ------------------ | --------------- |
| Walter Stackhouse építészmérnök      | Patrick Wilson     | Stohl András    |
| Clara Stackhouse, Walter felesége    | Jessica Biel       | Pikali Gerda    |
| Lawrence Corby nyomozó               | Vincent Kartheiser | Farkas Dénes    |
| Ellie Briess, énekes                 | Haley Bennett      | Szilágyi Csenge |
| Marty Kimell, könyvesbolt tulajdonos | Eddie Marsan       | Vida Péter      |
| Jon Carr                             | Jon Osbeck         | Megyeri János   |
| Tony Ricco / Deli Clerk              | Radek Lord         | Rada Bálint     |
| Claudia, házvezetőnő                 | Christine Dye      |                 |